# Championnat de Belgique masculin de handball de deuxième division 2003-2004
Navigation
Division 1 2002-2003 Division 1 2004-2005
La saison 2003-2004 du Championnat de Belgique masculin de handball de deuxième division, alors appelé Division 1, est la 41e saison de la deuxième plus haute division masculine de handball en Belgique.
Cette édition est remportée par l'Achilles Bocholt qui accède à la Division d'Honneur pour la toute première fois de son histoire tout comme son dauphin, le HC Atomix.
L'Olse Merksem HC , dernier, est relégué et sera remplacé la saison suivante par le ROC Flémalle.

## Participants
| Club                    | Matricule | Classement 2003-2004 | Localisation         | Entraîneur         | Salle                |
| ----------------------- | --------- | -------------------- | -------------------- | ------------------ | -------------------- |
| HBC Izegem              | 301       | 4e des barrages      | Izegem               | ?                  | ?                    |
| Olse Merksem HC         | 048       | 10e de D1            | Anvers               | ?                  | ?                    |
| H.Villers 59            | 059       | 3e                   | Villers-le-Bouillet  | ?                  | ?                    |
| KTSV Eupen 1889         | 005       | 4e                   | Eupen                | ?                  | Sportzentrum d'Eupen |
| HK Waasmunster          | 357       | 6e                   | Waasmunster          | ?                  | ?                    |
| Technico Turnhout       | 160       | 7e                   | Turnhout             | ?                  | ?                    |
| HC DB Gent              | 182       | 8e                   | Gand                 | ?                  | ?                    |
| Kreasa HB Houthalen     | 154       | 9e                   | Houthalen-Helchteren | ?                  | ?                    |
| HV Uilenspiegel Wilrijk | 014       | 10e                  | Anvers               | ?                  |                      |
| HC Atomix               | 172       | 1er                  | Haacht               | ?                  | ?                    |
| Achilles Bocholt        | 395       | ?                    | Bocholt              | Dominiek Brinkmans | ?                    |
| HC Raeren 76            | 195       | ?                    | Raeren               | / Mariusz Kedziora | ?                    |

### Localisation
| \| HC Raeren 76 HK Waasmunster KTSV Eupen Kreasa HB Houthalen H.Villers 59 HC DB Gent Wilrijk Technico Turnhout HC Atomix HBC Izegem Achilles Bocholt Merksem \| Localisation des clubs engagés dans le championnat |
| HC Raeren 76 HK Waasmunster KTSV Eupen Kreasa HB Houthalen H.Villers 59 HC DB Gent Wilrijk Technico Turnhout HC Atomix HBC Izegem Achilles Bocholt Merksem                                                          |

Nombre d'équipes par Province
| # | Province                      | Nombre | Équipe(s)                                                   |
| - | ----------------------------- | ------ | ----------------------------------------------------------- |
| 1 | Province de Liège             | 3      | HC Raeren 76, KTSV Eupen 1889, H.Villers 59                 |
| 1 | Province d'Anvers             | 3      | HV Uilenspiegel Wilrijk, Technico Turnhout, Olse Merksem HC |
| 2 | Province de Flandre-Orientale | 2      | HK Waasmunster, HC DB Gent                                  |
| 2 | Province de Limbourg          | 2      | Kreasa HB Houthalen, Achilles Bocholt                       |
| 3 | Province de Flandre-Orientale | 1      | HBC Izegem                                                  |
| 3 | Province du Brabant flamand   | 1      | HC Atomix                                                   |

## Organisation du championnat
La saison régulière est disputée par 12 équipes jouant chacune l'une contre l'autre à deux reprises selon le principe des phases aller et retour. Une victoire rapporte 2 points, une égalité, 1 point et une défaite 0 point.
Après la saison régulière, l'équipe terminant première du championnat sera promue la saison suivante en Division d'Honneur et remplacera l'équipe ayant terminée dernière de la phase classique de Division d'Honneur. Son dauphin devra quant à lui disputer les barrages pour pouvoir prétendre à évoluer en Division d'Honneur la saison prochaine, ces barrages consiste en un nouveau championnat avec le septième, huitième et neuvième de la phase classique de la saison régulière de Division d'Honneur et donc le second de la Division 1. 
Pour ce qui des relégations, la dernière équipe du classement est d'office relégué en Division 2 et sera remplacé la saison prochaine par le champion de Division 2 de cette saison. Les équipes classés à la 10e et 11e disputeront les barrages contre les deuxième et troisième de Division 2 de cette saison.
A l'issue de la saison, la disqualification du HC Maasmechelen 65 en Division d'Honneur, permet de faire monter le troisième du championnat sans que celui-ci n'ait participer aux barrages. En bas de classement, les barrages passent de deux montants à trois montants.

## Compétition

### Classement
Le classement final est :
|    | Équipe                  | Pts | J  | G  | N | P  | Bp  | Bc  | Diff |
| -- | ----------------------- | --- | -- | -- | - | -- | --- | --- | ---- |
| 1  | Achilles Bocholt        | 36  | 22 | 17 | 3 | 2  | 574 | 501 | 73   |
| 2  | HC Atomix               | 32  | 22 | 15 | 2 | 5  | 625 | 564 | 61   |
| 3  | H. Villers 59           | 32  | 22 | 15 | 2 | 5  | 588 | 560 | 28   |
| 4  | HV Uilenspiegel Wilrijk | 24  | 22 | 11 | 2 | 9  | 571 | 555 | 16   |
| 5  | HK Waasmunster          | 24  | 22 | 9  | 6 | 7  | 565 | 538 | 27   |
| 6  | Technico Turnhout       | 20  | 22 | 8  | 4 | 10 | 528 | 549 | -21  |
| 7  | HBC Izegem              | 19  | 22 | 9  | 1 | 12 | 513 | 468 | 45   |
| 8  | Kreasa HB Houthalen     | 18  | 22 | 8  | 2 | 12 | 557 | 574 | -17  |
| 9  | HC Raeren 76 ,          | 18  | 22 | 7  | 4 | 11 | 515 | 536 | -21  |
| 10 | HC DB Gent              | 15  | 22 | 6  | 3 | 13 | 512 | 562 | -50  |
| 11 | KTSV Eupen 1889         | 13  | 22 | 6  | 1 | 15 | 581 | 633 | -52  |
| 12 | Olse Merksem HC         | 13  | 22 | 5  | 3 | 14 | 417 | 506 | -89  |

|  | Champion et promu en Division d'Honneur 2004-2005        |
|  | Qualifié pour les barrages de promotion[réf. nécessaire] |
|  | Relégué en Division 2                                    |

### Matchs
Les résultats de cette édition sont issus d'archives des différentes presses écrites belges,, :
| Résultats (dom.\ext.)                                      | ATO   | ABO   | KTSV  | GEN   | KHO   | IZE   | OME   | HCR   | TUR   | UIL   | VIL   | WAA   |
| HC Atomix                                                  |       | 26-22 | 31-26 | 33-26 | 28-28 | 23-28 | 28-21 | 34-27 | 31-30 | 31-30 | 32-26 | 29-27 |
| Achilles Bocholt                                           | 25-20 |       | 32-25 | 26-22 | 28-25 | 25-24 | 24-18 | 22-19 | 26-14 | 33-28 | 32-20 | 21-18 |
| KTSV Eupen 1889                                            | 35-36 | 31-33 |       | 31-27 | 30-31 | 10-0  | 34-22 | 21-32 | 27-30 | 26-32 | 23-30 | 29-29 |
| HC DB Gent                                                 | 0-10  | 25-25 | 27-22 |       | 28-22 | 21-20 | 26-22 | 20-20 | 21-27 | 29-27 | 21-28 | 25-22 |
| Kreasa HB Houthalen                                        | 29-25 | 19-24 | 26-32 | 30-25 |       | 21-20 | 26-23 | 28-29 | 25-23 | 19-21 | 32-21 | 23-26 |
| HBC Izegem                                                 | 33-27 | 27-19 | 27-30 | 28-19 | 27-20 |       | 31-6  | 16-18 | 33-21 | 26-18 | 23-25 | 26-23 |
| Olse Merksem HC                                            | 13-23 | 20-29 | 24-19 | 20-19 | 18-18 | 19-17 |       | 20-20 | 23-18 | 26-19 | 26-29 | 21-24 |
| HC Raeren 76                                               | 21-39 | 25-26 | 28-21 | 27-21 | 24-27 | 23-23 | 21-19 |       | 21-21 | 25-27 | 22-23 | 26-23 |
| Technico Turnhout                                          | 29-26 | 25-29 | 26-31 | 20-20 | 30-29 | 23-21 | 10-0  | 21-20 |       | 28-26 | 31-31 | 24-24 |
| HV Uilenspiegel Wilrijk                                    | 22-24 | 27-25 | 48-29 | 28-23 | 31-25 | 28-19 | 17-14 | 30-26 | 24-22 |       | 22-22 | 24-24 |
| H. Villers 59                                              | 25-26 | 23-28 | 31-26 | 22-21 | 28-26 | 25-22 | 34-24 | 26-18 | 32-30 | 23-20 |       | 33-26 |
| HK Waasmunster                                             | 19-19 | 20-20 | 33-23 | 28-24 | 33-28 | 24-22 | 20-20 | 28-23 | 29-25 | 36-22 | 29-31 |       |
| - Victoire à domicile - Match nul - Victoire à l'extérieur |       |       |       |       |       |       |       |       |       |       |       |       |